# Jacqueline Pirenne
Marguerite Jacqueline Pirenne (Neuilly-sur-Seine, 17 maggio 1918 – Strasburgo, 8 novembre 1990) è stata un'archeologa francese.

## Studi
Imparentata col grande storico belga Henri Pirenne, Jacqueline studiò dapprima nel Lycée Molière (Parigi) per laurearsi nel 1939 alla Sorbonne di Parigi in "Filosofia" e, nel 1951, in "Filologia e Storia orientale" nell'Université catholique de Louvain (Belgio).

### Carriera
Allieva di Jacques Ryckmans e col beneplacito di René Dussaud, scrisse il suo primo saggio (La Grèce et Saba), in cui espone per la prima volta la sua ipotesi su una datazione bassa delle civiltà sudarabiche. Passò poi alle indagini sul campo e agli scavi archeologici in Arabia del Sud (specialmente in Yemen, nel Qataban e in Etiopia), per studiare il fenomeno della propagazione delle lingue semitiche nella Penisola araba.

Fu direttrice di ricerca nel CNRS, terminando la sua carriera nel 1985. 
Ricevette allora un incarico di insegnamento presso l'Università di Strasburgo e in questa città morì, cinque anni più tardi, a causa di un incidente automobilistico.
La sua ipotesi di una cronologia bassa sarà sostanzialmente smentita in seguito alle scoperte di Alessandro de Maigret e agli esami di laboratorio da lui sottoposti alla Facoltà di Fisica dell'Università di Roma, che impiegò la tecnica del Carbonio14, in relazione ai reperti rinvenuti negli scavi dell'insediamento sabeo nel Wādī Yalā del deserto del Sabʿatayn (Yemen).

## Pubblicazioni
- Paleographie des inscriptions sud-arabes, Presses de la Academie, Brüssel, 1955/57 (4 voll.).
- "La Grèce et Saba. Une nouvelle base par le chronologie sud-arabe". In Mémoires présentés par divers savants à l'Académie des Inscriptions et Belles-Lettres, n. 15, 1957, pp. 89-196.
- À la découverte de l'Arabie. Cinq siècles de science et d'aventure, Parigi, 1958. 328 pp.
- Le royaume sud-arabe de Quataban et sa datation d'Apres l'archeologie et les sourches classiques jusqu'au Periple de la Mer erithrée, Publication universitaires, Louvain, 1961.
- Aux Origines de la graphie syriaque, Parigi, Paul Geuthner, 1963.